# Yolanda Andrade (actriz)
Yolanda Josefina Andrade Gómez (Culiacán Rosales, Sinaloa, 28 de diciembre de 1971) es una actriz y presentadora de televisión mexicana.

## Biografía
Inició su carrera en la telenovela Yo no creo en los hombres (1991), junto a Gabriela Roel y Alfredo Adame, lo cual le abrió las puertas a otras producciones importantes como Las secretas intenciones en (1992), obteniendo su primer papel protagónico al lado de Cristian Castro.
Luego consiguió su segundo protagónico en Buscando el paraíso en (1993), con Pedro Fernández y Alex Ibarra, Retrato de familia (1995) en su primer papel antagónico con Helena Rojo y Alfredo Adame; Sentimientos ajenos en (1996) alternando con Carlos Ponce y Chantal Andere, Los hijos de nadie en (1997) con Alpha Acosta y Ramón Abascal esta sería su última telenovela como actriz para luego dedicarse exclusivamente a la conducción. En ese mismo año participó en la producción de la película mexicana ¿Quién diablos es Juliette?.
A lo largo de su carrera como actriz, se ganó el gusto y reconocimiento no sólo del público, sino también de la prensa[cita requerida], por lo que ha recibido varios premios como mejor actriz. Sin embargo a partir de 2000 decidió darle un giro a su carrera e inclinarse por divulgar escándalos de su vida privada y preferencias sexuales así como a la conducción.
Desde el 1 de marzo de 2000 y hasta octubre de 2007, Yolanda participó junto con Montserrat Oliver en el programa Hijas de la Madre Tierra, programa que la ha llevado a trabajar como una exitosa mancuerna en las transmisiones del Mundial de fútbol de Corea-Japón 2002 y los Juegos Olímpicos de Atenas 2004, además de un programa radiofónico titulado Las hijas de la Exa Madre.
En 2001 participa en el video musical Yo no soy esa mujer, canción interpretada por Paulina Rubio. Ese mismo año contribuyó como protagonista para el videoclip Un segundo respiro del cantautor venezolano Fernando Osorio.
En septiembre de 2003 ingresa como inquilina a la casa de Big Brother VIP 2 junto a otras 13 celebridades, de donde sale con un decoroso segundo lugar, tras la victoria de Omar Chaparro.
El 1 de noviembre de 2006 estrenó junto a Roxana Castellanos el programa WAX, TV ácida, contribuyendo como invitada durante un mes.
EL 6 de noviembre de 2006 comenzó otro programa por Unicable con 4 conductoras más: Isabel Lascurain, Gloria Calzada, Martha Figueroa y Consuelo Duval titulado Netas Divinas.
El 22 de octubre de 2007 inició un nuevo programa con Montserrat Oliver, denominado MoJoe, que no sólo es la combinación de Montserrat y 'Joe', apócope del inglés para José (por Josefina, su segundo jombre), sino que hay un anglicismo y una palabra en náhuatl de similar fonética que significa 'lo que te excita o te gusta de alguien', la madrina del primer programa fue la cantante juvenil Belinda.
En 2010 regresa a las actuaciones para el capítulo Mercedes y Elvira, justicieras de la serie Mujeres asesinas interpretando a Elvira.
En 2012 produjo su primer largometraje llamado "Siete Años de Matrimonio", una comedia romántica donde participa con el papel de Luna, la mejor amiga de Ana (Protagonista de la película) representada por Ximena Herrera. 
Tras un rodaje de 6 semanas en locaciones de la Ciudad de México y el Estado de Oaxaca, en enero de 2013 se estrenó con gran éxito el film producido por Andrade.
En noviembre de 2014 fue nombrada Cyber Embajadora contra el acoso escolar en Quintana Roo, de la iniciativa Somos Unicef, por su dinamismo y labor por los niños mexicanos al promover la campaña "El bullying no es un juego".
En abril de 2018 inició un nuevo programa con Montserrat Oliver, denominado Montse y Joe siendo el reemplazo de Mojoe.
En septiembre de 2019 inició un programa de investigación, emitido por Unicable  canal de televisión producido por Televisa, donde entrevista a criminales mexicanos arrepentidos, que tienen condenas por delitos de homicidios, robos, narcotráfico, entre otros.
En 2023 ha pasado por problemas de salud, ya que tuvo que ser hospitalizada por un aneurisma.

## Trayectoria

### Trayectoria en televisión
- La Casa de los Famosos 2, Panelista (2022)
- Consecuencias con Joe, Conductora (2019 - presente)
- Montse y Joe (2018 - presente)
- MoJoe (2007 - 2018)
- Netas divinas (2006 - 2018)
- Wax, TV ácida (2006)
- Las hijas de la madre tierra (2000 - 2007)
- Big Brother VIP 2 - Participante (2003)

### Telenovelas
- Los hijos de nadie (1997) - Lucila Villarreal
- Sentimientos ajenos (1996 - 1997) - Sofía de la Huerta Herrera
- Retrato de familia (1995 - 1996) - Elvira Preciado Mariscal
- Buscando el paraíso (1993 - 1994) - Dalia
- Las secretas intenciones (1992) - Larissa Cardenal
- Yo no creo en los hombres (1991) - Clara Robledo

### Series
- Mujeres asesinas (2010) - Capítulo "Elvira y Mercedes, justicieras" - Elvira González

### Películas
- 7 años de matrimonio (2012) - Luna / Productora

## Premios y nominaciones

### Premios TVyNovelas (México)
| Año  | Categoría                 | Telenovela               | Resultado |
| ---- | ------------------------- | ------------------------ | --------- |
| 1993 | Mejor revelación femenina | Las secretas intenciones | Ganadora  |
| 1996 | Mejor actriz antagónica   | Retrato de familia       | Nominada  |

### Diosas de Plata
| Año  | Categoría           | Película                 | Resultado |
| ---- | ------------------- | ------------------------ | --------- |
| 2014 | Revelación femenina | Siete años de matrimonio | Ganadora  |

### Premios Eres
| Año  | Categoría                    | Telenovela                | Resultado |
| ---- | ---------------------------- | ------------------------- | --------- |
| 1992 | Mejor actriz coestelar joven | Yo no creo en los hombres | Ganadora  |